# 阿普森县 (佐治亚州)
阿普森县（英語：Upson County）是美國喬治亞州中西部的一個縣。面積894平方公里。根據美國2000年人口普查，共有人口27,597人，2005年增至27,679人。縣治湯瑪斯敦（Thomaston）。
成立於1824年12月15日，縣名紀念州議員、喬治亞大學校董史提芬·阿普森（Stephen Upson）。